# Chaenusa conjugens
Chaenusa conjugens är en stekelart som först beskrevs av Christian Gottfried Daniel Nees von Esenbeck 1811.  Chaenusa conjugens ingår i släktet Chaenusa, och familjen bracksteklar. Arten är reproducerande i Sverige.